# Dita Von Teese (альбом)
| Оценки критиков | Оценки критиков |
| Источник        | Оценка          |
| --------------- | --------------- |
| AllMusic        | [ 3 ]           |
| The Times       | [ 4 ]           |

Dita Von Teese — дебютный студийный альбом американской исполнительницы шоу в стиле бурлеска Диты фон Тиз. Релиз состоялся  16 февраля 2018 года на лейбле Record Makers. Альбом сумел попасть в чарты Бельгии и Франции. 31 августа 2018 года в цифровом виде был выпущен одноимённый альбом ремиксов Dita Von Teese Remix.

## Список композиций
Слова и музыка всех песен — Себастьен Телье, кроме отмеченных.
| №   | Название                                             | Длительность |
| --- | ---------------------------------------------------- | ------------ |
| 1.  | «Sparkling Rain» (слова: Amandine de la Richardière) | 3:26         |
| 2.  | «Rendez-vous» (слова: Richardière)                   | 3:46         |
| 3.  | «La vie est un jeu»                                  | 4:34         |
| 4.  | «My Lips on Your Lips»                               | 4:39         |
| 5.  | «Bird of Prey»                                       | 2:57         |
| 6.  | «Parfum»                                             | 3:46         |
| 7.  | «Fevers and Candies»                                 | 3:54         |
| 8.  | «Saticula»                                           | 3:43         |
| 9.  | «Dangerous Guy» (слова: Телье, Richardière)          | 4:24         |
| 10. | «Porcelaine»                                         | 3:41         |

## Участники записи
Сведения взяты из буклета Dita Von Teese.

| Музыканты - Dita Von Teese – vocals - John Kirby – keyboards - Daniel Stricker – beats, drums - Smokey Hormel – guitar (трек 3) - Sébastien Tellier – guitar (трек 4) - Chris Taylor – woodwind (треки 3, 8) - Molly Lewis – whistling (трек 3) - Nedelle Torrisi – backing vocals - Amber Quintero – backing vocals - Skylar Kaplan – backing vocals - Piper Kaplan – backing vocals | Производство - Mind Gamers – production (треки 2–10) - Pierre Rousseau – production (трек 1) - Nicolas Godin – additional production (трек 4) - Eric Gorman – engineering - David Mestre – additional vocal production - Timothy Dunn – live drums engineering, bass engineering - Julien Delfaud – mixing - Guillaume Jay – mixing assistance - Alex Gopher – mastering Оформление - Camille Vivier – photography - Laurent Fétis – artwork |

## Чарты
| Чарт (2018)                 | Высшая позиция |
| --------------------------- | -------------- |
| Бельгия/Валлония (Ultratop) | 140            |
| Франция (SNEP)              | 119            |